# Haploclastus himalayensis
Haploclastus himalayensis är en spindelart som först beskrevs av Benoy Krishna Tikader 1977.  Haploclastus himalayensis ingår i släktet Haploclastus och familjen fågelspindlar. Inga underarter finns listade i Catalogue of Life.